# Tramwaje w Miluzie

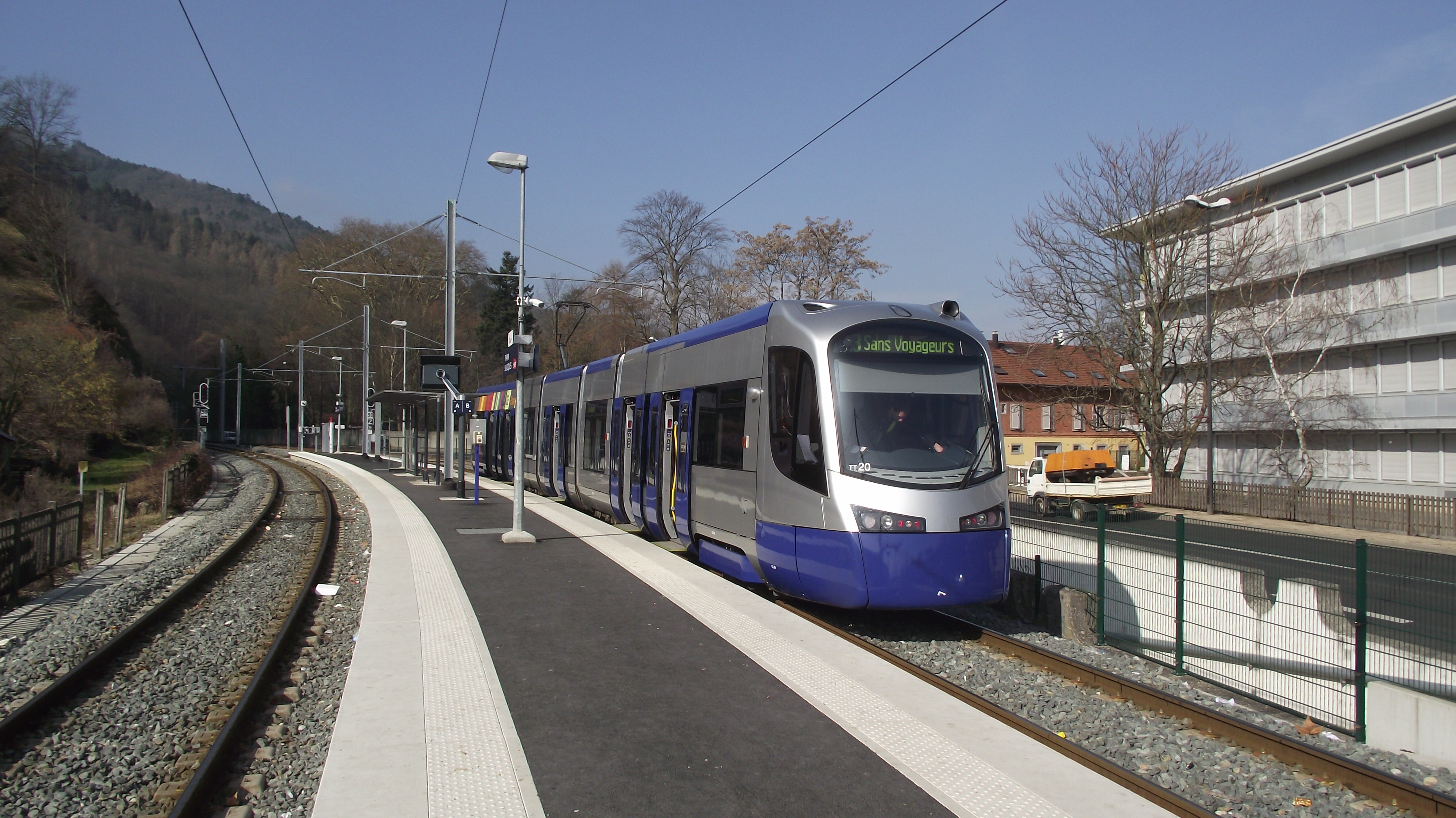
Tramwaj Siemens Avanto na trasie tramwaju dwusystemowego

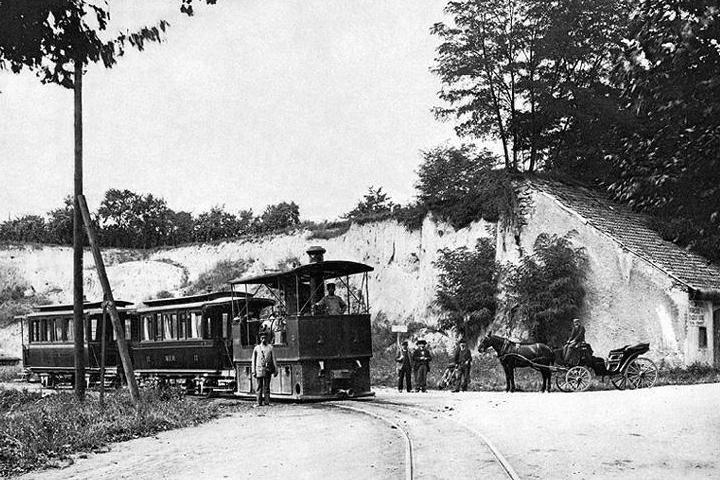
tramwaje Mühlhausen–Ensisheim–Wittenheim (SMEW)

Tramwaje w Miluzie − system komunikacji tramwajowej działający we francuskim mieście Miluza. 

## Historia

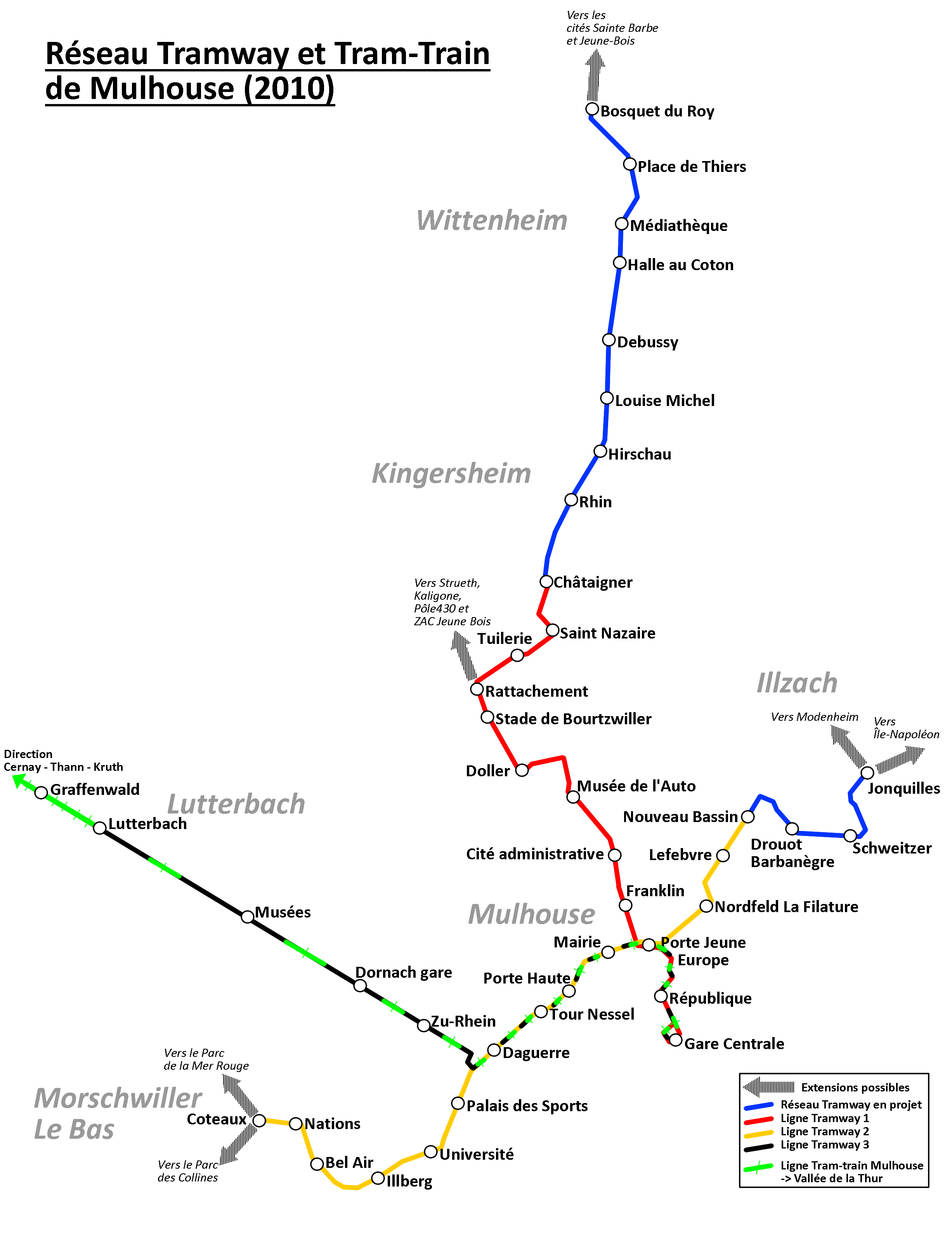
Schemat linii tramwajowych w Miluzie

Pierwsze tramwaje na ulice Miluzy wyjechały w 1882, były to tramwaje parowe. W 1894 linię tramwajową zelektryfikowano. Rozwój sieci trwał do 1957, kiedy to całą sieć zamknięto i zastąpiono autobusami. W 1994 podjęto decyzję o budowie tramwajów w tym mieście. Otwarcie dwóch pierwszych linii nastąpiło 13 maja 2006:
- 1: Gare Centrale – Musée de l'Auto – Parc des Expositions / Rattachement o długości 4,3 km
- 2: Coteaux – Nouveau Bassin o długości 7,2 km

Kolejną rozbudowę przeprowadzono w 2009 uruchamiając 4 lipca odcinek linii nr 1 z Rattachement – Chataignier o długości 1,5 km. Trzecią linię uruchomiono 11 grudnia 2010 kursuje ona na trasie Lutterbach – Gare Centrale z czego odcinek Lutterbach – Daguerre o długości 4 km został oddany do użytku 11 grudnia. Jest to skrócona wersja linii tramwaju dwusystemowego. 
Operatorem sieci jest Solea. W planach jest rozbudowa linii nr 1 z Chataignier do Wittenheim oraz linii nr 2 z Nouveau Bassin do Jonquilles obie linie mają zostać wybudowane w 2013. Bilety są wspólne na tramwaje miejskie i dwusystemowe. 

## Linia tramwaju dwusystemowego
Linię tramwaju dwusystemowego uruchomiono 11 grudnia 2010. Linia o długości 22 km, z czego 17 km to trasa od Lutterbach do Thann przebiega po torach kolejowych, łącząc Gare Centrale z Thann. Operatorem tramwaju dwusystemowego jest SNCF. Tramwaje kursują co 30 minut. 

## Linie
W Miluzie kursują trzy linie miejskie oraz jedna podmiejska:
- 1: Gare Centrale – Châtaignier
- 2: Coteaux – Nouveau Bassin
- 3: Lutterbach – Gare Centrale
- T: Gare Centrale – Thann

## Tabor
Współczesny tabor składa się z 27 tramwajów Alstom Citadis 302. W wyniku opóźnień przy budowie tras były wypożyczane do innych miast. Tramwaje są dwukierunkowe, pięcioczłonowe. Do obsługi linii tramwaju dwusystemowego zakupiono 12 tramwajów Siemens Avanto. Tramwaje są pięcioczłonowe, dwukierunkowe o długości 37 m, mogące zabrać 231 pasażerów z czego 85 na miejscach siedzących. 